# رستم و اسفندیار (اپرا)
رُستم و اِسفندیار - اپوس ۳۷ (به انگلیسی: Rostam & Esfandyar - opus 37) نام یک اُپرا از آثار «لوریس چکناواریان» است. نوشتن این اثر پس از اجرای «اپرای رستم و سهراب» در سال ۱۹۹۸ میلادی در ارمنستان و بعد از آن در سال ۲۰۰۰ میلادی در ایران و با پیشنهاد «انوار» و «همایون مرادی» آغاز شده و در سال ۲۰۰۵ میلادی (۱۳۸۳ شمسی) به پایان رسیده‌است.
این اپرا یکی از ۴ اپرای چکناواریان است که براساس داستان‌های شاهنامهٔ فردوسی ساخته شده‌است. اپرای رستم و اسفندیار هنوز اجرا نشده و چکناواریان آرزو دارد تا قبل از مرگ، اجرای اثرش را شاهد باشد.